# Cape Annawan
Cape Annawan är en udde i Antarktis. Den ligger i Västantarktis. Inget land gör anspråk på området.